# Trigon Bluff
Das Trigon Bluff (englisch für Dreiecksklippe) ist eine 1245 m hohe und in ihrer Grundfläche dreieckige Felsenklippe in den Admiralitätsbergen im ostantarktischen Viktorialand. Sie ragt 16 km westlich des Football Mountain an der Nordflanke des Tucker-Gletschers auf.
Wissenschaftler einer von 1957 bis 1958 durchgeführten Kampagne im Rahmen der New Zealand Geological Survey Antarctic Expedition, welche auf der Klippe eine Station für Triangulationsmessungen errichtet hatten, nahmen die deskriptive Benennung vor.